# Alcaldía mayor de Nicoya
La alcaldía mayor de Nicoya o bien corregimiento de Nicoya fue una entidad político-administrativa colonial española organizada en 1554, en gran parte del territorio que hoy corresponde a la provincia de Guanacaste y el norte de la provincia de Puntarenas (ambas actualmente de Costa Rica).

## Historia

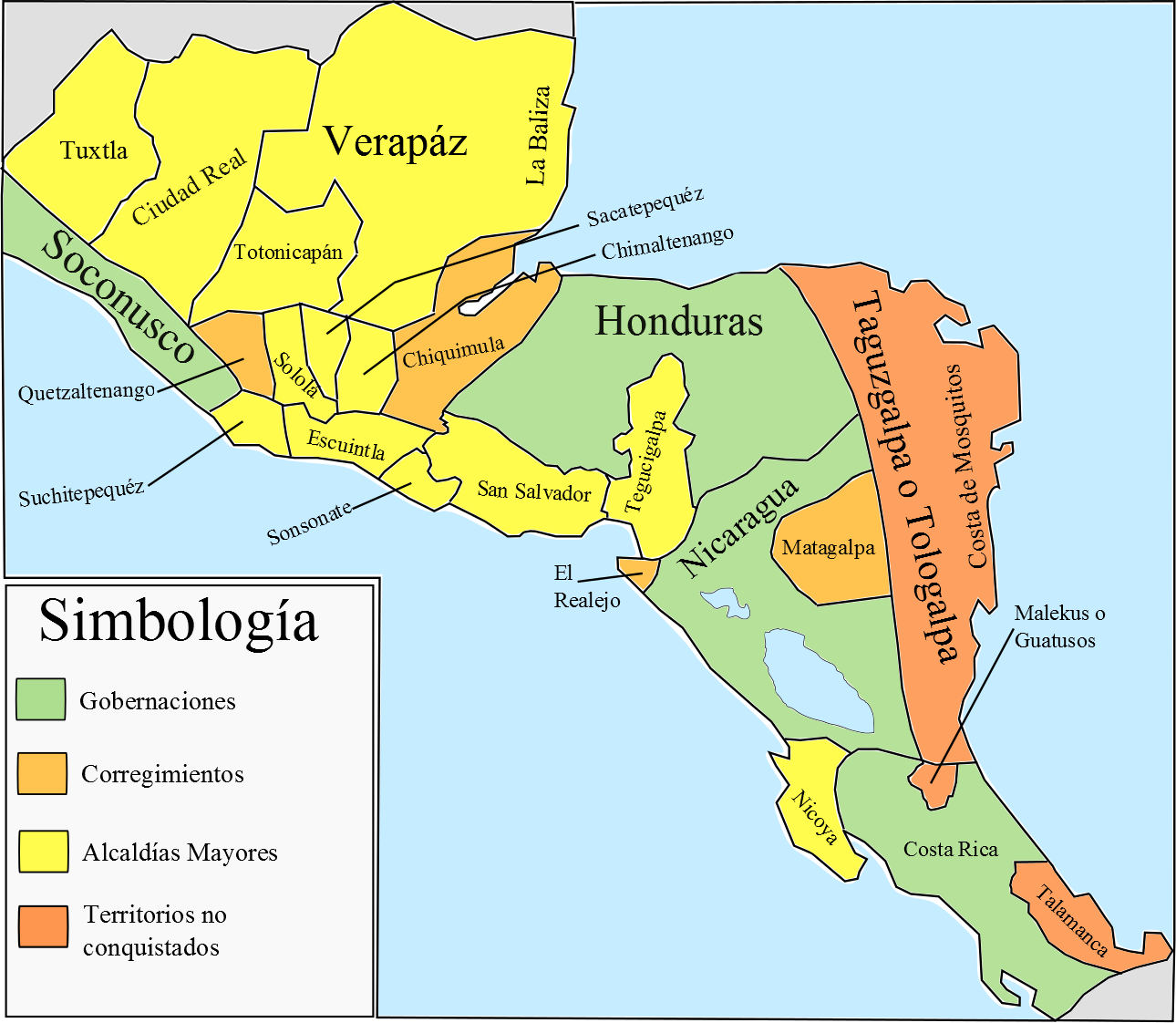
La alcaldía mayor de Nicoya y el resto de la Capitanía General de Guatemala para el año de 1780, antes de la implementación del sistema de intendencias

Se había formado al ser segregada de la Gobernación de Nicaragua o Provincia de Nicaragua. Anteriormente, en 1527, la Corona española había creado la provincia de Nicaragua, segregándola de Castilla de Oro, e incluía el territorio del Reino de Nicoya, puesto que se solicitó establecer si el territorio de la villa de Bruselas (ubicada al extremo sur de Nicoya) pertenecía a la provincia de Nicaragua (la nueva circunscripción), o si permanecía bajo la autoridad de Castilla de Oro, y una real cédula del 21 de abril de 1529 resolvió el conflicto a favor de la provincia de Nicaragua, cuando ya la villa de Bruselas había dejado de existir.
En 1786, la alcaldía mayor de Nicoya o corregimiento de Nicoya fue nuevamente unida a la provincia de Nicaragua, al ser incorporada como partido a la intendencia de León, creada como una dependencia político-administrativa del reino de Guatemala, mediante la real cédula del 23 de diciembre de 1786.
En 1812, la Intendencia de León fue unida con la Provincia de Costa Rica (que estaba bajo un gobierno militar dependiente de la Capitanía General de Guatemala, con las mismas facultades de una Intendencia pero con un rango menor, ya que en lo hacendario dependía de la Intendencia de León), en una nueva circunscripción, la provincia de Nicaragua y Costa Rica,  pero durante la restauración absolutista en España (1814-1820) fue nuevamente dividida en intendencia de León y provincia de Costa Rica.
En 1820, al restituirse la Constitución de Cádiz de 1812, se restablece la provincia de Nicaragua y Costa Rica. El 13 de diciembre de 1820, la nueva Diputación Provincial divide el territorio en siete partidos: Segovia, El Realejo, León, Granada, Nicaragua (Rivas), Nicoya y Costa Rica.
Luego del 15 de septiembre de 1821 que se firma el Acta de Independencia de América Central, Miguel González Saravia y Colarte, jefe político superior y presidente de la Diputación Provincial de la Provincia de Nicaragua y Costa Rica, suscribe el  28 de septiembre de 1821 el acta de independencia condicional de la provincia de Nicaragua y Costa Rica, conocida como Acta de los Nublados, y el 11 de octubre de 1821 el acta de independencia absoluta de la provincia de Nicaragua y Costa Rica.
El 1 de diciembre de 1821, el partido de Costa Rica emite el Pacto de Concordia y restituye la provincia de Costa Rica, separada de la Provincia de Nicaragua, que todavía mantuvo los seis partidos restantes: Segovia, El Realejo, León, Granada, Nicaragua (Rivas) y Nicoya. El 25 de julio de 1824, el partido de Nicoya inició su etapa de anexión a Costa Rica.